# منتور-ان-د-لیک (اوهایو)
منتور-ان-د-لیک(به انگلیسی: Mentor-on-the-Lake) شهری در ایالت اوهایو کشور ایالات متحده آمریکا است که جمعیت آن در سرشماری سال ۲۰۱۰ میلادی، ۷٬۴۴۳ نفر بوده‌است.